# Challonges
 Challonges  (en francoprovenzal Chalonjo) es una población y comuna francesa, en la región de Ródano-Alpes, departamento de Alta Saboya, en el distrito de Saint-Julien-en-Genevois y cantón de Seyssel.

## Demografía
| 390 | 376 | 302 | 273 | 292 | 337 |
| Para los censos de 1962 a 1999 la población legal corresponde a la población sin duplicidades (Fuente: INSEE [Consultar]) |     |     |     |     |     |